# 페르소나 스토커 클럽
페르소나 스토커 클럽(일본어: ペルソナストーカー倶楽部 페르소나 스토커 구라부[*])은 아틀러스가 제작한 일본의 월간 온라인 버라이어티 쇼이다. 이 프로그램은 아틀러스의 《페르소나》 게임 시리즈, 이벤트 및 기타 아틀러스 타이틀에 대한 월간 요약으로, "팬들과의 연결을 심화"하기 위한 의도로 만들어졌다. 페르소나 스토커 클럽은 성우 이소무라 토모미와 작가 마피아 카지타가 진행한다. 에피소드는 매월 자정에 니코니코 동화에서 방송된다.
페르소나 5의 일본 출시를 기념하여, 2016년에는 프로그램이 "페르소나 스토커 클럽 V"라는 이름으로 리브랜딩되었다. 페르소나 캐릭터, 이소무라, 카지타가 등장하는 라인용 스티커 세트 여러 개도 출시되었다. 프로그램의 "페르소라-미미 극장" 코너는 여러 장의 CD 발매와 팬이 제출한 가장 잘 못 들은 가사를 기리는 연례 시상식으로 이어졌다. 마지막 에피소드는 2017년 3월 30일에 방영되었다.

## 에피소드

### 페르소나 스토커 클럽 (2014-2016)
| 전체 번호 | 시즌 번호 | 제목          | 게스트            | 본 방송 날짜     |
| --------- | --------- | ------------- | ----------------- | ---------------- |
| 1         | 1         | "에피소드 1"  | (없음)            | 2014년 2월 28일  |
| 2         | 2         | "에피소드 2"  | (없음)            | 2014년 3월 27일  |
| 3         | 3         | "에피소드 3"  | 카와무라 유미     | 2014년 4월 25일  |
| 4         | 4         | "에피소드 4"  | 로터스 주스       | 2014년 5월 30일  |
| 5         | 5         | "에피소드 5"  | (없음)            | 2014년 6월 25일  |
| 6         | 6         | "에피소드 6"  | (없음)            | 2014년 7월 25일  |
| 7         | 7         | "에피소드 7"  | 스기타 토모카즈   | 2014년 8월 29일  |
| 8         | 8         | "에피소드 8"  | (없음)            | 2014년 9월 30일  |
| 9         | 9         | "에피소드 9"  | 야마구치 캇페이   | 2014년 10월 31일 |
| 10        | 10        | "에피소드 10" | 칸다 아케미       | 2014년 11월 28일 |
| 11        | 11        | "에피소드 11" | 코시미즈 아미     | 2015년 1월 9일   |
| 12        | 12        | "에피소드 12" | (없음)            | 2015년 1월 29일  |
| 13        | 13        | "에피소드 13" | (없음)            | 2015년 2월 27일  |
| 14        | 14        | "에피소드 14" | (없음)            | 2015년 3월 31일  |
| 15        | 15        | "에피소드 15" | (없음)            | 2015년 4월 30일  |
| 16        | 16        | "에피소드 16" | 로터스 주스       | 2015년 5월 29일  |
| 17        | 17        | "에피소드 17" | 아사쿠라 다이스케 | 2015년 6월 30일  |
| 18        | 18        | "에피소드 18" | (없음)            | 2015년 7월 31일  |
| 19        | 19        | "에피소드 19" | (없음)            | 2015년 8월 31일  |
| 20        | 20        | "에피소드 20" | (없음)            | 2015년 10월 30일 |
| 21        | 21        | "에피소드 21" | (없음)            | 2015년 11월 30일 |
| 22        | 22        | "에피소드 22" | 토요구치 메구미   | 2015년 12월 28일 |
| 23        | 23        | "에피소드 23" | (없음)            | 2016년 1월 29일  |
| 24        | 24        | "에피소드 24" | (없음)            | 2016년 2월 29일  |
| 25        | 25        | "에피소드 25" | (없음)            | 2016년 3월 31일  |
| 26        | 26        | "에피소드 26" | (없음)            | 2016년 4월 28일  |

### 페르소나 스토커 클럽 V (2016-2017)
| 전체 번호 | 시즌 번호 | 제목          | 게스트                     | 본 방송 날짜     |
| --------- | --------- | ------------- | -------------------------- | ---------------- |
| 27        | 1         | "에피소드 1"  | 후쿠야마 준                | 2016년 6월 30일  |
| 28        | 2         | "에피소드 2"  | 추후 공개                  | 2016년 7월 29일  |
| 29        | 3         | "에피소드 3"  | 추후 공개                  | 2016년 8월 31일  |
| 30        | 4         | "에피소드 4"  | 추후 공개                  | 2016년 9월 30일  |
| 31        | 5         | "에피소드 5"  | 추후 공개                  | 2016년 10월 31일 |
| 32        | 6         | "에피소드 6"  | 추후 공개                  | 2016년 11월 30일 |
| 33        | 7         | "에피소드 7"  | 추후 공개                  | 2016년 12월 28일 |
| 34        | 8         | "에피소드 8"  | 오타니 이쿠에              | 2017년 1월 31일  |
| 35        | 9         | "에피소드 9"  | 추후 공개                  | 2017년 2월 28일  |
| 36        | 10        | "에피소드 10" | 사토 리나, 스기타 토모카즈 | 2017년 3월 30일  |

### 스페셜
| 번호   | 제목 | 본 방송 날짜    |
| ------ | --- | --------------- |
| 스페셜 | 2015년 2월 5일 |                 |
| 스페셜 | "페르소나 스토커 클럽: 도쿄 게임 쇼 2015 스페셜 - 세가 부스" "ペルソナストーカー倶楽部 TGS2015出張版＠セガブース" (Perusona Sutōkā Kurabu: TGS2015 Shucchouban @ Sega Busu) | 2015년 9월 30일 |

## 페르소라 어워즈
페르소나 스토커 클럽에는 "페르소라-미미 극장"이라는 정기 코너가 있었는데, 진행자들이 팬들이 제출한 잘 못 들은 가사를 읽어주는 방식이었다. 이 코너의 인기는 연례 시상식인 페르소라 어워즈로 이어졌고, 이 시상식은 자신들이 가장 좋아하는 잘 못 들은 가사를 기리는 DVD로 출시되었다. 프로그램 방영 기간 동안 잘 못 들은 가사가 수록된 가사집이 포함된 여러 장의 CD가 발매되었다.

### DVD
| 제목              | 세부 정보                                                        | 최고 차트 순위 |
| 제목              | 세부 정보                                                        | 일본           |
| ----------------- | ---------------------------------------------------------------- | -------------- |
| 페르소라 어워즈   | - 발매일: 2015년 9월 30일 - 레이블: Mastard Records - 포맷: DVD  | 14             |
| 페르소라 어워즈 2 | - 발매일: 2017년 1월 31일 - 레이블: Mastard Records - 포맷: DVD  | 8              |
| 페르소라 어워즈 3 | - 발매일: 2018년 11월 12일 - 레이블: Mastard Records - 포맷: DVD | 21             |

### 앨범
| 제목                       | 세부 정보                                                       | 최고 차트 순위 |
| 제목                       | 세부 정보                                                       | 일본           |
| -------------------------- | --------------------------------------------------------------- | -------------- |
| 페르소라: 더 골든 베스트   | - 발매일: 2014년 7월 16일 - 레이블: Mastard Records - 포맷: CD  | 36             |
| 페르소라: 더 골든 베스트 2 | - 발매일: 2015년 2월 18일 - 레이블: Mastard Records - 포맷: CD  | 40             |
| 페르소라: 더 골든 베스트 3 | - 발매일: 2016년 10월 5일 - 레이블: Mastard Records - 포맷: CD  | —              |
| 페르소라: 더 골든 베스트 4 | - 발매일: 2016년 11월 2일 - 레이블: Mastard Records - 포맷: CD  | —              |
| 페르소라: 더 골든 베스트 5 | - 발매일: 2018년 10월 31일 - 레이블: Mastard Records - 포맷: CD | 228            |